# Virginia (film, 1990)
Pour plus de détails, voir Fiche technique et Distribution.
Virginia est un film français réalisé par François About en 1990.

## Synopsis
Venue de Berlin-Est, seule dans Paris, Virginia, jeune comédienne au chômage, trouve un emploi de lectrice dans une étrange villa, auprès d’un homme aveugle. Entre une maîtresse de maison dominatrice et une employée soumise qui se prête à des jeux sadiens, Virginia va devoir trouver sa place...

## Fiche technique
- Titre : Virginia
- Réalisation : François About
- Scénario : Monique André
- Photographie : François About
- Musique : Flavien Pierson
- Son : Guillaume Loisillon
- Montage : Marc Delassaussé
- Productrice : Monique André
- Production : Aigle Productions
- Film en couleurs
- Durée : 80 minutes

## Distribution
- Brigitte Margerin : Virginia
- Jacques Delahaye : Alex
- Caroline Siemens : Diane
- Sonia Lina : Daisy